# Parc Blücher

Plan du parc.

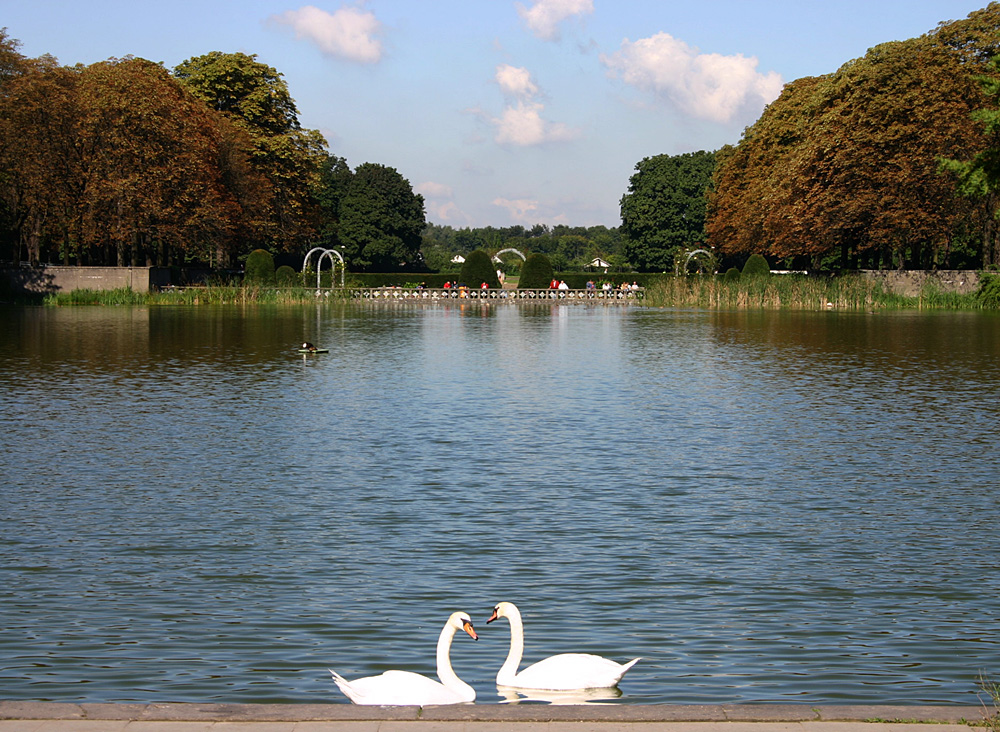
Vue du parc avec des cygnes.

Le parc Blücher (Blücherpark), est un espace vert de Cologne en Allemagne qui se trouve dans le quartier de Bilderstöckchen, dans l'arrondissement de Nippes. Il a été aménagé entre 1911 et 1913 d'après les plans de l'architecte paysager Fritz Encke. Il s'agit du premier parc municipal ouvert pour la partie nord-ouest et nord de Cologne, près d'anciennes zones industrielles (comme Ehrenfeld et Nippes). Il s'étend aujourd'hui sur 18,4 hectares. Il confine au sud à la Kreisstraße K12, à l'ouest à la gare d'autobus (A 57) et au nord et à l'est à des zones résidentielles qui longent entre autres la Kanalstraße et la Escher Straße. La Heidemannstraße divise le parc sur un axe est-ouest.
Il y a un terrain de sport au nord et un étang au sud. Le nom du parc a été donné en hommage au maréchal prussien Gebhard Leberecht von Blücher.

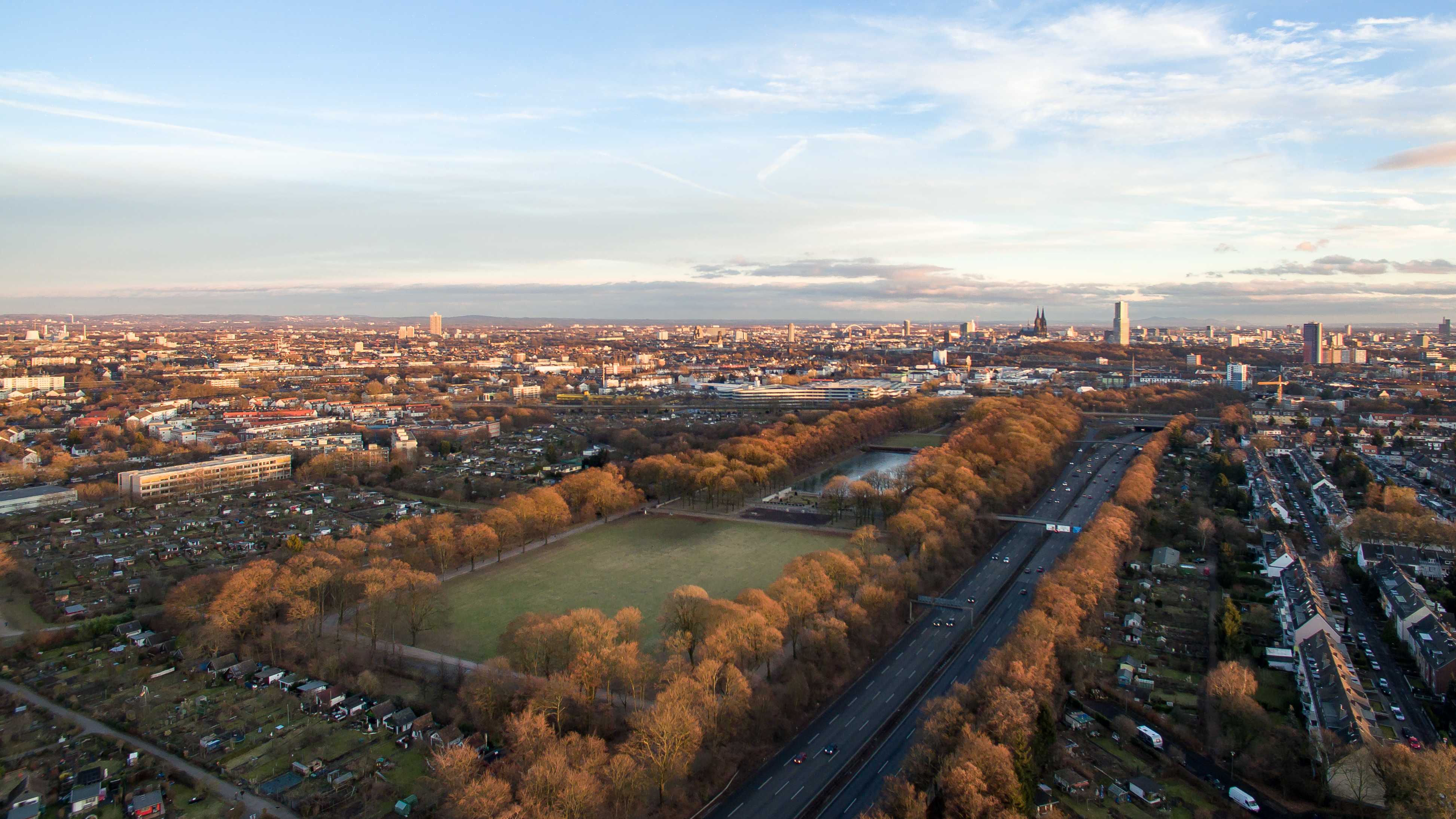
Vue aérienne.